# Взятие Чильпансинго (1914)
Взятие Чильпансинго (исп. Chilpancingo) - одно из сражений во время Мексиканской революции между партизанскими отрядами Эмилиано Сапаты и войсками правительства Викториано Уэрты. 23 - 24 марта 1914 года отряды Сапаты, окружившие Чильпансинго, столицу штата Герреро, взяли его штурмом.
К началу 1914 года Эмилиано Сапата сумел объединить разрозненные партизанские отряды, действовавшие против войск Уэрты в штатах Морелос и Герреро. Тщательная подготовка к нападению на Чильпансинго, столицу штата Герреро, продолжалась в течение января и февраля. Командиры партизанских отрядов научились синхронизировать свои атаки, так что за один день федеральным войскам приходилось отражать атаки в трех или четырех столицах округов, не имея возможности знать, какие из них или все будут серьезными. В связи с действиями подобного рода военное министерство Уэрты подняло тревогу, но подкреплений для отправки в угрожаемые места не хватало. 
К концу февраля революционеры были готовы. Хесус Сальгадо, которому Сапата поручил командовать атакой, созвал собрание командиров в Куэцале, горном городке к северо-западу от Чильпансинго. Там они обсудили окончательные детали операции. 9 марта солдаты Бланко заняли позиции к югу от столицы штата. К западу находилась дивизия Сальгадо, а к северу — Кастильо. 12 марта Сапата прибыл с почти 2000 человек подкрепления из Пуэблы и Морелоса и создал временный штаб в Тикстле, в нескольких милях к северо-западу. Революционные войска теперь насчитывали около 5000 человек. Против них в Чильпансинго были 1400 федеральных солдат под командованием генерала Луиса Картона.
Через два дня, 14 марта, по приказу Сапаты город был окружен. Даже в этой чрезвычайной ситуации военный министр не смог послать колонну помощи, так как 12 марта гарнизон Хохутлы поднял мятеж, и оборона всей южной зоны была парализована. 
Эмилиано Сапата планировал совершить последний штурм 26 марта, но 23 марта прибыл со своим отрядом Диас, командир из Герреро, жаждущий действий. Не подчиняясь приказу, он начал атаку на западный сектор обороны противника, к которой присоединились другие отряды, которые к вечеру прорвали федеральные позиции. Ранним утром следующего дня сапатисты заняли центр Чильпансинго.
Со своими офицерами, более чем 600 солдатами и большим количеством припасов Картон бежал по дороге в Акапулько, преследуемый отрядами Бланко и Игнасио Майя. В конце концов он сдался в городке Эль-Ринкон, расположенном примерно в 60 километрах южнее. Федеральные солдаты, состоявшие в основном из призывников, были просто разоружены и освобождены; многие из них влились в партизанские отряды; генерал Картон и офицеры, после военного суда, были расстреляны на площади Чильпансинго утром 6 апреля.
Консул США в Акапулько телеграфировал в Вашингтон: «Падение Чильпансинго было самым решительным действием, что велось до сих пор в этом регионе». Впервые партизаны Сапаты практически полностью контролировали один из штатов страны.